# Fernando Bento
Fernando Carvalho Trindade Bento (Lisboa, 26 de outubro de 1910 — Lisboa, 14 de setembro de 1996)  foi um autor português de Banda Desenhada. Foi um dos desenhadores mais publicados no Diabrete e no Cavaleiro Andante.

## Biografia
Fernando Bento nasceu em 26 de outubro de 1910 na cidade de Lisboa
Aos 12 anos publicou os seus primeiros desenhos no jornal O Desportivo, publicação do Liceu Camões. Aos 19 anos tirou um curso de desenho por correspondência da École ABC du Dessin.
Na década de 30 trabalhou no teatro de revista fazendo cartazes, cenários e figurinos. Apesar de também ter trabalhado em publicidade e ter-se iniciado na pintura, trabalhava como empregado comercial na empresa BP.
No jornal Os Sports fez desenhos de ciclistas e no Diário de Lisboa de actores.
É em 1938 que se inicia na banda desenhada no suplemento infantil do jornal República. Em 1941 transfere-se para o Pim-Pam-Pum, suplemento de O Século.
Entre 1941 e 1951 esteve ligado à revista Diabrete, dirigida por Adolfo Simões Müller. Aí publicou algumas séries cómicas, como por exemplo, Béquinhas, Beiçudo & Barbaças e Diabruras da Prima Zuca. Mais tarde, já em 1961, colabora na revista Foguetão, dirigida pelo mesmo.
Fernando Bento publicou o seu primeiro álbum em 1948 com o titulo A Última História de Xerazade, tratando-se de uma adaptação feita por Adolfo Simões Müller ao livro As Mil e Uma Noites.
Os seus trabalhos no Diabrete abrangem séries cómicas, mas também desenhou histórias realistas, como as adaptações de obras de Júlio Verne (A Ilha Misteriosa ou Matias Sandorf) ou de Robert Louis Stevenson (A Ilha do Tesouro). Adaptou ainda As Minas de Salomão de Henry Rider Haggard, As Mil e Uma Noites] e as biografias de Luís de Camões, Nuno Álvares Pereira, Serpa Pinto e outros vultos da História portuguesa.
Em 1952 Fernando Bento iniciou a sua participação no Cavaleiro Andante, sucessor do Diabrete também dirigido por Müller, com um magnífica adaptação de Beau Geste, o romanesco clássico sobre a Legião Estrangeira de Percival Cristopher Wren. Este seu trabalho viria a ser publicado na Bélgica em língua flamenga.
Muitas outras histórias se seguiram para o Cavaleiro Andante, como O Mistério do Tibet, O Anel da Rainha de Sabá de Rider Haggard, Quentin Durward de Walter Scott, A Torre das Sete Luzes ou A Jóia do Vice-Rei. Adaptou algumas aventuras de Sherlock Holmes e os clássicos juvenis do alemão Erich Kästner Emílio e os Detectives e Emílio e os Três Gémeos. Em 1962, com o fim desta revista, houve uma pausa na actividade de Fernando Bento na banda desenhada.
Em 1973, após onze anos de pausa, publicou no jornal A Capital uma nova história de banda desenhada chamada Um Campeão Chamado Joaquim Agostinho.
Fernando Bento ilustrou também vários livros como O Mistérios dos Cães Desaparecidos, de Ana Meireles, ou manuais escolares de inglês e francês.
Em 1993 publicou em álbum, com argumento de Jorge Magalhães, o primeiro volume de Regresso à Ilha do Tesouro de H. A. Calahan. A segunda parte da história ficou com algumas páginas por colorir devido à sua morte e foi publicada na revista Selecções BD em 1999 e 2000.  Ficou por realizar a terceira parte da história.
A sua última participação na banda desenhada, consistiu em desenhar duas pranchas para uma obra colectiva, Maria Jornalista, publicada no Notícias Magazine do Jornal de Notícias e do Diário de Notícias em Janeiro de 1994.
Fernando Bento faleceu em Lisboa no dia 14 de Setembro de 1996.